# دينتون فوكس
دينتون فوكس (بالإنجليزية: Denton Fox)‏ هو لاعب كرة قدم أمريكية أمريكي، ولد في 1948 في كلود في الولايات المتحدة، وتوفي في 29 أبريل 2013.